# 中華民國陸軍裝甲第五六四旅
陸軍裝甲第五六四旅，為中華民國國軍駐守於高雄的陸軍部隊，配屬陸軍第八軍團指揮部。隊名「少康部隊」，取「少康中興」之義。前身為陸軍裝甲第一師。

## 沿革

### 戡亂時期
- 1954年5月1日，於臺灣省新竹縣湖口鄉成立陸軍裝甲兵第一師第三戰鬥指揮部，部隊代號「少康部隊」。
- 1970年，實施「嘉禾二號案」，裝甲兵第一師第三戰鬥指揮部於湖口改編為陸軍裝甲第四旅。
- 1976年1月，改番號為陸軍獨立第十七旅。8月，改番號為陸軍獨立第六十四旅。
- 1979年，自湖口移駐清泉崗，並編配十軍團
- 1979年7月，實施「崑崙案」，移駐高雄縣阿蓮鄉，改編配第八軍團。

### 精實時期
- 1999年10月1日，因應精實案，於阿蓮鄉改組整編為陸軍裝甲第五六四旅。

### 精粹時期
- 2012年11月3日至9日，由 陸軍第六軍團指揮部（北部地區）納編相關單位編成統裁部和操演部隊，執行「長泰十七號」操演，與陸軍裝甲第五八六旅進行對抗演練。
- 2014年，因駐地高雄市阿蓮區天山營區進行改建，旅部暫移至臺南市永康區網寮南營區（又稱埔光營區，現為化學兵第三九群駐地）。
- 2017年10月30日，由 陸軍第十軍團指揮部（中部地區）納編相關單位編成統裁部和操演部隊，執行「長青十六號」操演，與機械化步兵第二六九旅對抗，歷時七天六夜。
- 2018年12月，因應天山營區改建完成，旅部返回原駐地。
- 2020年1月15日，陸軍春節戰備戰力展示，由陸軍裝甲第五六四旅剛整編成軍之聯合兵種營遂行反特攻作戰演習，將陸軍新建的跨兵種協同作戰能力首度展現在國人面前，驗證「一個營就能作戰」的目標[1]。

## 組織

### 可恃戰力案前

#### 直屬單位
- 旅部連（網寮南營區）（台南市永康區）
- 通資作業連（網寮南營區）（台南市永康區）
- 保修連（網寮南營區）（台南市永康區）
- 衛生連（網寮南營區）（台南市永康區）
- 反甲連（網寮南營區）（台南市永康區）
- 裝騎連（網寮南營區）（台南市永康區）
- 工兵連（知義營區）（台南市新化區）

#### 下轄單位
- 戰車第一營：營部連、戰車一連、戰車二連、戰車三連（天山營區）（高雄市阿蓮區）
- 戰車第二營：營部連、戰車一連、戰車二連、戰車三連（嘉興營區）（高雄市岡山區）
- 機步第一營：營部連、機步一連、機步二連、機步三連（網寮南營區）（台南市永康區）
- 機步第二營：營部連、機步一連、機步二連、機步三連（知義營區）（台南市新化區）

### 可恃戰力案後（2019年）

#### 直屬單位
- 旅部連（天山營區）（高雄市阿蓮區）
- 通資作業連（天山營區）（高雄市阿蓮區）
- 保修連（天山營區）（高雄市阿蓮區）
- 工兵連（天山營區）（高雄市阿蓮區）

#### 下轄單位
- 聯合兵種第一營：戰鬥支援連、火力支援連、機械化步兵連、戰車第一連、戰車第二連（天山營區）（高雄市阿蓮區）
- 聯合兵種第二營：戰鬥支援連、火力支援連、機械化步兵連、戰車第一連、戰車第二連（嘉興營區）（高雄市岡山區）
- 聯合兵種第三營：戰鬥支援連、火力支援連、機械化步兵連、戰車第一連、戰車第二連（天山營區）（高雄市阿蓮區）
- 砲兵營：營部連+砲兵連×3（嘉興營區）（高雄市岡山區）
  - 各個聯兵營營部，增編海軍、空軍、陸航聯絡官與UAV無人機圖資分析官，各營同增編一個由迫砲排、反裝甲飛彈排、刺針飛彈排、狙擊組等組成的火力支援連。

## 意外事件
- 2016年8月16日，陸軍裝甲第五六四旅上午在屏東恆春執行漢光演習預畫校閱科目時，一輛CM-11勇虎式戰車疑似煞車故障造成戰車失衡，不慎翻覆陷入網紗溪，車上5人，上兵駕駛1名逃生，3名官兵（下士副車長兼砲手、一兵裝彈手、上士派代安全軍官）不幸當場殉職，陷入昏迷的中尉排長與死神搏鬥數天後仍不幸逝世。

- 2018年12月5日下午3點左右，陸軍裝甲第五六四旅戰車第一營在執行戰車例行性裝備保養，由一名剛下部隊的少尉排長駕駛CM-11勇虎戰車，因駕駛操作不慎，導致一名在車外指揮的馬姓下士遭履帶夾傷，腹部、背部受創，多處臟器破裂，緊急送往高雄榮民總醫院急救，馬姓下士左腎被摘除，術後狀況穩定，無生命危險。[2][3][4][5]

- 2019年5月10日，臺灣屏東地方檢察署將偵辦過程出書「0816屏東恆春戰車翻覆偵辦實錄[6]」，做為往後類似災難案件參考。前屏檢檢察長林錦村指出，屏檢歷經2年，以勘驗同型戰車及事故戰車、現場重建及3D動畫等，最終偵結起訴，法院也做出判決，回應社會對於案件發生原因「知」的需求。[7]

- 2022年7月21日屏東三軍聯訓基地於進行戰車保養時，2名士官兵意外遭到戰車砲管重擊，釀1死1傷。[8]

## 軼事

### 少康大餅
由於早期部隊資源有限，為接待外賓及地方士紳，由老士官督導長以部隊現有的麵粉、鹽、油等簡易食材，製作成糕點以饗賓客，並以部隊代號「少康」命名為「少康大餅」。隨著老士官長們退伍離開部隊，「少康大餅」跟著失傳已久。
2018年，時任陸軍裝甲第五六四旅機械化步兵第一營營長吳明華中校，回想初官曾品嘗過「少康大餅」的美味，便指示食勤組著手製作，並請曾經吃過的資深幹部共同研究，經多次的「嘗」試，終於在2019年年初，讓「少康大餅」的美味再次重現。

## 榮譽
564旅聯兵3營戰車1連參加「戰車排專精訓練」，經評比為綜合成績最高車組，獲得象徵戰力最高榮譽的「金戰車」，不僅連續3年（民國110年、111年、112年）拿下此殊榮，也是全陸軍戰車部隊中，第一且唯一的「3金戰車連」。

## 延伸閱讀
- 蔡總統慰勉步兵117旅及裝甲564旅2021年2月4日

- 564旅官兵助民愛民義舉 傳遞社會溫暖2021年2月20日

- 【勁旅榮光】陸軍裝甲第564旅 少康鐵騎 捍衛南疆 （页面存档备份，存于）2021年7月14日

- 🇹🇼564旅戰備偵巡 驗證戰訓能量🇹🇼2022年1月29日

- 564旅戰備偵巡 訓練精實 （页面存档备份，存于）2022年2月25日

- 陸軍裝甲第564旅響應植樹活動 營造幸福家園2022年3月12日

- 8軍團副指揮官慰勉專精訓練部隊 期持恆精進本職學能 （页面存档备份，存于）2022年4月15日

- 🇹🇼 勤訓精練 戰車排輪訓 🇹🇼2022年4月24日

- 「慈暉五月，感恩有您！」2022年5月7日

- 興安專案「嘉興營區新建工程」動土 提升官兵生活品質2022年5月27日

## 外部連結
- 中華民國陸軍裝甲第五六四旅的Facebook專頁